# Stazione di Chignolo Po
La stazione di Chignolo Po è una stazione ferroviaria posta lungo la linea Pavia-Cremona, a servizio dell'omonimo comune.
La gestione degli impianti è affidata a Rete Ferroviaria Italiana (RFI) controllata del Gruppo Ferrovie dello Stato.

## Strutture ed impianti

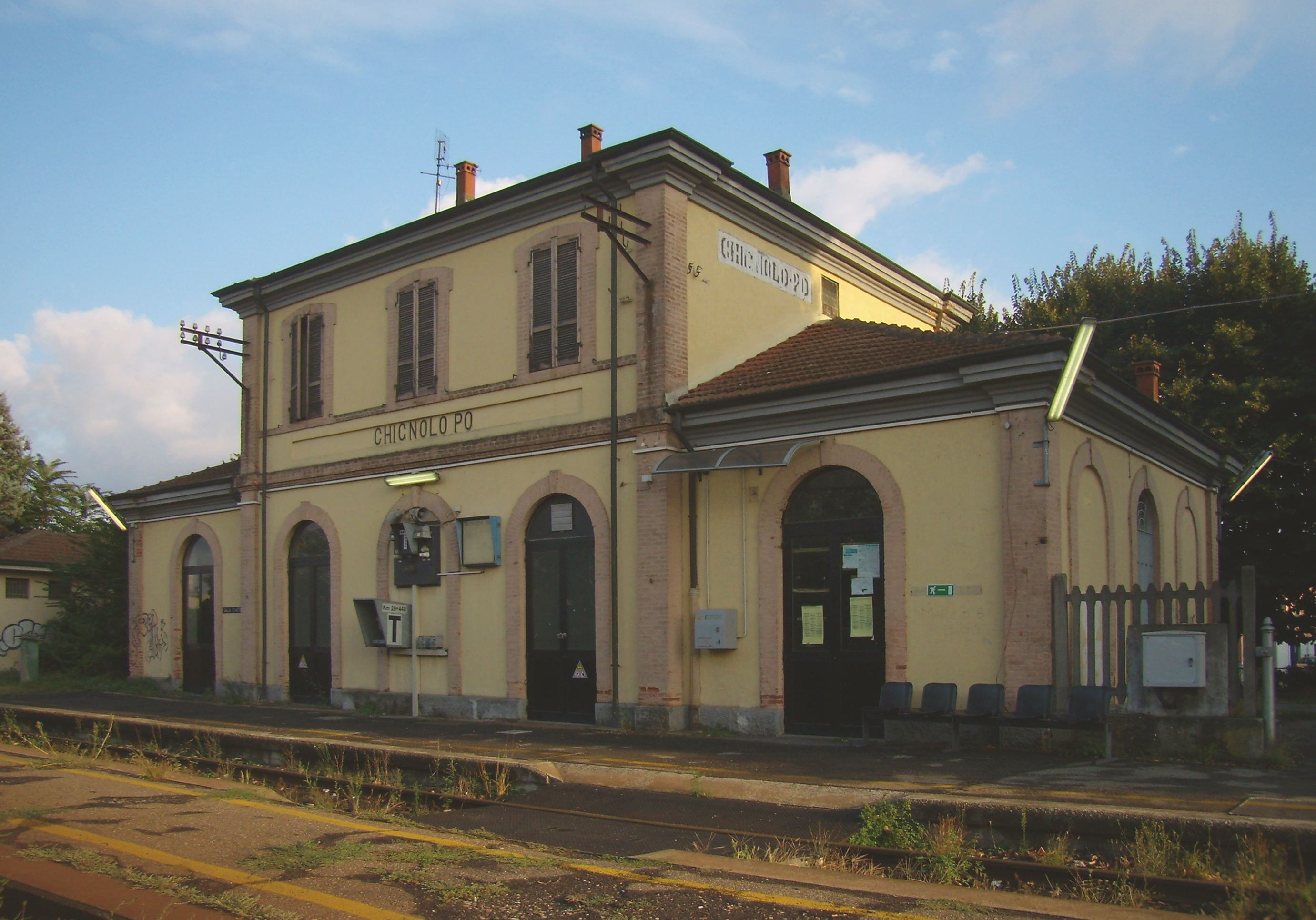
Il piazzale binari

La stazione è fornita di un fabbricato viaggiatori a 2 piani, costruito nel classico stile delle Strade Ferrate Meridionali, che costruirono la linea e la esercirono fino al 1868.
La pianta dei fabbricati è rettangolare.
La struttura si compone di tre corpi: uno centrale e due corpi minori, posti ai lati, che si sviluppano in modo simmetrico; il corpo centrale si sviluppa su due livelli ma soltanto il piano terra è aperto al pubblico. L'edificio è in muratura ed è tinteggiato di giallo.
La stazione è raccordata con un terminal logistico automotive, punto di arrivo e di partenza per treni merci che trasportano autovetture lungo la linea.